# Graziano Battistini
Pour les articles homonymes, voir Battistini.
Graziano Battistini, né le 12 mai 1936 à Pulica di Fosdinovo, dans la province de Massa-Carrara en Toscane, et mort le 22 janvier 1994 à Baccano di Arcola, est un ancien coureur cycliste professionnel italien.

## Biographie
Graziano Battistini devient professionnel en 1959 et le reste jusqu'en 1968. Il remporte 10 victoires au cours de sa carrière.
Il participe à quatre Tours de France et remporte deux étapes en 1960 (la septième étape entre Lorient et Angers et la seizième entre Gap et Briançon). Les deux années suivantes, il s'impose sur le Giro. D'abord en 1962 lors de la deuxième étape puis en 1965 lors de la vingtième étape.
Son exploit le plus remarquable demeure sa deuxième place dans le Tour de France 1960, Tour qu'il eût même remporté si ce n'est qu'il joua le jeu d'équipe dans l'étape Saint-Malo-Lorient, lorsque quatre coureurs, dont son équipier Gastone Nencini, accumulèrent une avance considérable sur le peloton.
Il meurt en 1994 à 57 ans, des suites d'une maladie.

## Palmarès

### Palmarès amateur
| - Amateur - 1956-1958 : 16 victoires - 1956 - Coppa Ponzanelli - 1957 - Ruota d'Oro | - 1958 - Gran Premio San Pellegrino : - Classement général - 7ea étape (contre-la-montre) - La Nazionale a Romito Magra - Coppa Mobilio Ponsacco (contre-la-montre) - Coppa Ivano Zaccagnini |  |

### Palmarès professionnel
| - 1959 - 3e de la Coppa Sabatini - 7e du Tour d'Italie - 1960 - Coppa Sabatini - 7e et 16e étapes du Tour de France - Gran Premio Saice - 2e du Tour de France - 1961 - 4e étape de Rome-Naples-Rome - 2e de Rome-Naples-Rome - 5e du Tour de Lombardie - 9e du Tour de Romandie - 1962 - 2e étape du Tour d'Italie - 3e du Tour du Piémont - 4e du Tour de Romandie - 8e du Tour d'Italie | - 1963 - 2e de la Coppa Placci - 3e du Tour de la province de Reggio de Calabre - 3e de la Coppa Sabatini - 9e du Tour d'Italie - 1964 - 2e de la Coppa Sabatini - 1965 - 20e étape du Tour d'Italie - 2e de la Coppa Sabatini - 1966 - 2e du Tour de Sardaigne - 3e du Trofeo Laigueglia |  |

## Résultats sur les grands tours

### Tour de France
4 participations
- 1960 : 2e, vainqueur des 7e et 16e étapes
- 1961 : abandon (11e étape)
- 1962 : non-partant (1re étape)
- 1963 : 18e

### Tour d'Italie
10 participations
- 1959 : 7e
- 1960 : 20e
- 1961 : 12e
- 1962 : 8e, vainqueur de la 2e étape,  maillot rose pendant 4 jours
- 1963 : 9e
- 1964 : 18e
- 1965 : 16e, vainqueur de la 20e étape
- 1966 : 16e
- 1967 : abandon
- 1968 : abandon